# マリアン・ミスーン
マリアン・ミスーン (Marianne Mithun[mɪˈθuːn], 1946年 - )は、アメリカ・インディアンの言語と言語類型論を専門とするアメリカの言語学者である。彼女は、カリフォルニア大学サンタバーバラ校の言語学教授であり、1986年より同大学で教鞭をとっている。 

## 経歴
彼女の経歴はイロコイ語族の言語、特にモホーク語、カユーガ語、タスカローラ語の広範なフィールドワークから始まり、1974年に「A Grammar of Tuscarora（タスカローラ語の文法）」と題した論文（指導教員フロイド・ラウンズベリー）でイェール大学から言語学の博士号を取得した。彼女の研究は、形態論、統語論、談話、韻律、言語接触と言語変化、類型論、言語ドキュメンテーション、およびこれらの下位分野間の相互関係を含む多くの言語学の下位分野に及んでいる。彼女の専門はアメリカ先住民の言語だが、さまざまな語族のさまざまな言語の研究にも取り組んできた。イロコイ語族の言語以外にも、カリフォルニアの中央ポモ語やチュマシュ語族の言語、中央アラスカ・ユピック語、オーストロネシア語族のカパンパンガン語などを研究した。 
ミスーンは、The Languages of Native North Americaでアメリカ先住民の言語の包括的な概要をまとめた。Linguist Listの書評では、この著作を「参考書として素晴らしい本」とし、「信じられないほどの量の情報と実例となるデータ」を含むとしている。この作品は、まず文法カテゴリ（北米で広く普及している複統合性などのカテゴリを含む）別、次に語族別に編集された2部構成の参考書である。2002年には、アメリカ言語学会から毎年言語学の最良の図書に対して授与されるレナード・ブルームフィールド図書賞を受賞した。   
ミスーンとその夫で言語学者のウォレス・チェイフは、The Wallace Chafe and Marianne Mithun Fund for Research on Understudied Languages（未研究の言語の研究のためのウォレス・チェイフとマリアン・ミスーン基金）を設立し、指揮した。この基金は、大学院生が未研究の言語の言語ドキュメンテーション計画を行う際に関連する費用を支援するものである。 

## 賞と栄誉
ミスーンは、ジョージタウン、ラ・トローブ、ライス、スタンフォード、SUNYアルバニー、アムステルダム、カリャリ、バークレー、ハンブルク、UIUC、UNM、ウェイクフォレスト、イェールなど、世界中の多くの研究教育機関で教えてきた。 
ミスーンは、1983年から1985年まで言語人類学会の創設時の会長であり、1999年から2003年まで、言語類型論学会の会長を務めていた。2014年から2015年まで、彼女はヨーロッパ言語学会の会長を務めた。彼女はノルウェー科学文学アカデミーの会員である。2019年1月より、ミスーンはアメリカ言語学会（LSA）の副会長/次期会長を務めている。2020年には、LSAの第95代会長に就任する。   

## 主な作品
- 1984. "The evolution of noun incorporation." Language 60: 847-894.（1984.「名詞抱合の進化。」言語60：847-894）
- 1991. "Active/Agentive case marking and its motivations." Language 67: 510-546.（1991.「活格・動作主格の格標示とその動機。」言語67：510-546。）
- 1999. The Languages of Native North America. Cambridge, UK: Cambridge University Press.[4](1999. 北アメリカ先住民の言語 英国ケンブリッジ：ケンブリッジ大学出版局)
- 2001. "Who shapes the record: The speaker and the linguist." Linguistic Fieldwork: Essays on the Practice of Empirical Linguistic Research. Paul Newman and Martha Ratliff, eds. Cambridge: Cambridge University Press. 34-54.(2001.「記録を形作るのは、話者と言語学者だ」言語フィールドワーク：経験的言語研究の実践に関するエッセイ。ポール・ニューマンとマーサ・ラトリフ編 ケンブリッジ：ケンブリッジ大学出版局。34-54頁)